# Louis Stromeyer
Georg Friedrich Louis Stromeyer (né le 6 mars 1804 à Hanovre – mort le 15 juin 1876 dans la même localité) est un chirurgien allemand. Il est le fils de Christian Friedrich Stromeyer (de) (1761–1824).
Stromeyer est considéré comme un pionnier en orthopédie et en chirurgie orthopédique. Il a également pratiqué la chirurgie maxillo-faciale, pour laquelle il a créé le crochet Stromeyer, une pièce d'équipement utilisée lors des fractures de l'arcade zygomatique.

## Biographie
Louis Stromeyer étudie la médecine à partir de 1823 à l'université de Göttingen. Il sera membre du Corps Hannovera Göttingen. Il obtient son doctorat à Berlin en 1826.
Après ses études, il voyage à travers l'Europe, retournant à Hanovre en 1828 où il enseigne la chirurgie et ouvre un institut d'orthopédie. De 1838 à 1840, il est professeur de chirurgie à l'université Friedrich-Alexander d'Erlangen-Nuremberg. Il enseignera par la suite à l'université Louis-et-Maximilien de Munich (1841–1842), l'université de Fribourg-en-Brisgau (1842–1848) et l'université Christian Albrecht de Kiel.
Au cours de sa carrière, il sera Generalstabsarzt pour l'armée de Schleswig-Holstein et de Hanovre. Au cours de la guerre franco-allemande de 1870, il est Consultierender Generalarzt (de) lors de la bataille de Sedan.

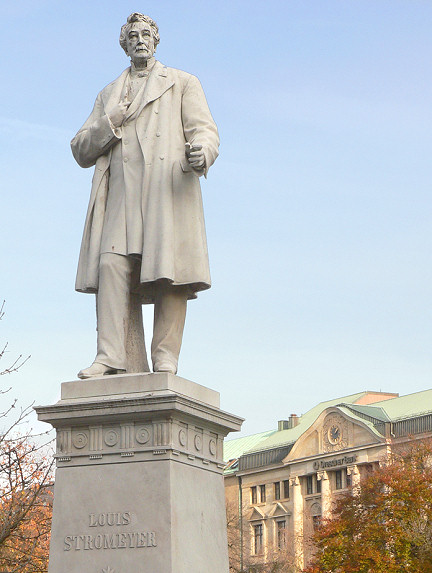
Monument dédié à Stromeyer au centre-ville de Hanovre.

En 1831, il effectue la première ténotomie (en) sous-cutanée du tendon d'Achille sur un pied déformé. Il participera au développement de la technique en Angleterre via William John Little (1810–1894).

## Œuvres
- (de) Beiträge zur operativen Orthopädik; oder, Erfahrungen über die subcutane Durchschneidung verkürzter Muskeln und deren Sehnen, 1838.
- (de) Handbuch der Chirurgie, 1844.
- (de) Maximen der Kriegsheilkunst, 1855.
- (en) Gunshot fractures, Philadelphie, Lippincott, 1862.
- (de) Erinnerungen eines deutschen Arztes, deux volumes, 1875,  (ISBN 3-540-07659-X)